# Aids felina (fiv)
A AIDS Felina é uma infecção causada pelo vírus da imunodeficiência felina (FIV, na sigla em inglês para  feline immunodeficiency vírus). Trata-se de um retrovírus complexo que, quando manifestada no gato, é similar aquela observada em humanos com Aids, sobretudo no que diz respeito ao aumento da susceptibilidade a infecções oportunistas. A AIDS Felina não tem cura. Ela só é transmitida entre gatos, ou seja, é uma enfermidade que não acomete outras espécies, incluindo o homem.
Assim como ocorre com a AIDS em humanos, há gatos que são portadores assintomáticos do vírus. Eles passam anos sem apresentar sintomas de modo que a doença só poderia ser detectada por exames de sangue, como o teste ELISA  ou o PCR (do inglês “reação em cadeia da polimerase”), ambos realizados no Brasil.

## Transmissão
A transmissão da AIDS felina entre gatos é dada principalmente por mordidas ou arranhões de gatos infectados por FIV. Também pode ser transmitida por via transplacentária, pela amamentação. Geralmente, os gatos FIV positivo são machos e de rua, onde a concentração é alta e a taxa de estresse é contínua, o que pode ocasionar o aparecimento do vírus.

## Sintomas
Na ocorrência de anormalidades em relação à saúde do felino, a detecção de um possível gato seropositivo, é feita a partir do surgimento de sintomas como diarreia persistente, problemas respiratórios, febre, emagrecimento, anemia, infecções e mais raramente a morte. Os principais sintomas são a úlceração da mucosa oral e a perda de peso decorrente da dor na ingestão de alimentos.

## Tratamento e prevenção
A prevenção poderá ser feita através da administração da vacina da FIV. No entanto, esta vacina pode não evitar a infeção e protege apenas para algumas estirpes do vírus. No entanto, a vacinação reduz a expressão da doença e poderá até ser vantajosa em animais FIV positivo.  Através de cuidados com a higiene do animal, alimentação saudável, castração  e visitas ao médico veterinário, é possível reduzir as chances de contaminação em gatos domésticos. 

## AIDS felina (FIV) x Leucemia felina (FELV)
Algumas pessoas confundem a AIDS Felina (FIV) com a leucemia felina (FELV). Apesar de ambas as doenças estarem associadas a retrovírus da mesma família e causarem condições secundárias similares, trata-se de enfermidades distintas. O FIV é menos patogénico enquanto que o FELV é mais patogénico e, em casos raros, poderá ser eliminado pelo organismo no início da infeção.

## Sobrevida do Gato Positivo para AIDS Felina
Os gatos tendem a ser discriminados quando se descobre que têm a doença. Porém, a luta contra o vírus deve ser válida. Gatos seropositivos têm chances de ter uma qualidade de vida normal. Além disso, estudo  publicado pela Preventive Veterinary Medicine indicou que, diferentemente da FELV, a AIDS felina não afeta significativamente a longevidade dos gatos. Eles podem chegar a viver tanto quanto gatos FIV-negativos.